# Lista drumurilor județene din județul Alba
Aceasta este o listă ce cuprinde toate drumurile județene aflate pe raza județului Alba, așa cum au fost clasificate de Ministerul Transporturilor.
| Județul Alba                                                   | Județul Alba | Județul Alba                                                   | Județul Alba                                                   | Județul Alba                                                   | Județul Alba |
| Drum Județean                                                  | Traseu | Origine                                                        | Destinație                                                     | Lungimea (km)                                                  | Reclasat din: |
| -------------------------------------------------------------- | --- | -------------------------------------------------------------- | -------------------------------------------------------------- | -------------------------------------------------------------- | --- |
| DJ 103G                                                        | Inoc (DN1) - Ciugudu de Jos - Ciugudu de Sus - Limita Jud. Cluj | Km 0+000 Inoc (DN1)                                            | Km 13+200 (Limita Jud. Cluj)                                   | 13,200                                                         | DC 84 |
| DJ 105M                                                        | DN1 - Oiejdea - Ighiu | Km 0+000 (DN1)                                                 | Km 10+190 (Ighiu)                                              | 10,190                                                         | DC 71 |
| DJ 106E                                                        | Limita Jud. Sibiu - Dobra - Șugag | Km 47+865 (Limita Jud. Sibiu)                                  | Km 52+165 (Șugag)                                              | 4,300                                                          | DJ 106E modificare traseu și prelungire cu L=0,967km |
| DJ 106F                                                        | DN1 (Camping Cut) - Câlnic - Reciu - Gârbova - Limita Jud. Sibiu | Km 0+000 (DN1 - Camping Cut)                                   | Km 16+675 (Limita Jud. Sibiu)                                  | 16,675                                                         | |
| DJ 106H                                                        | Ighiu (DJ 107H) - Ighiel - Necrilești - Întregalde (DJ 107K) | Km 0+000 (Ighiu - DJ 107H)                                     | Km 32+000 (Întregalde - DJ 107K)                               | 32,000                                                         | DC 69 + DF (Ighiel - Întregalde: L=26,347km) |
| DJ 106I                                                        | DN1 - Cunța - Drașov - Șpring - Vingard - Ghirbom - DJ 107 (Berghin) | Km 0+000 (DN1)                                                 | Km 21+526 (DJ 107 - Berghin)                                   | 21,526                                                         | |
| DJ 106K                                                        | Sebeș (DN1) - Daia Română - Ohaba - Secășel - DJ 107 | Km 0+000 (Sebeș - DN1)                                         | Km 29+929 (DJ 107)                                             | 29,929                                                         | |
| DJ 106L                                                        | Șpring - Ungurei - Roșia de Secaș | Km 0+000 (Șpring)                                              | Km 16+300 (Roșia de Secaș)                                     | 16,300                                                         | |
| DJ 107                                                         | Alba Iulia (DN 1) - Teleac - Hăpria - Straja - Berghin - Colibi - Secășel - Cergău Mare - Veza - Blaj - Sâncel - Lunca Târnavei - Șona - Jidvei - Sântămărie - Cetatea de Baltă - Limita Jud. Mureș                  | Km 0+000 (Alba Iulia - DN1)                                    | Km 78+000 (Limita Jud. Mureș)                                  | 78,000                                                         | |
| DJ 107A                                                        | Alba Iulia - Pârău lui Mihai - Vurpăr - Câmpu Goblii - Dealu Ferului - Mereteu - Blandiana - Sărăcșeu - Limita Jud. Hunedoara                                                                                        | Km 0+000 (Alba Iulia)                                          | Km 29+925 (Limita Jud. Hunedoara)                              | 29,925                                                         | |
| DJ 107B                                                        | DN1 - Sântimbru - Galtiu - Coșlariu - Mihalț - Colibi - Roșia de Secaș - Limita Jud. Sibiu | Km 0+000 (DN1)                                                 | Km 22+000 (Limita Jud. Sibiu)                                  | 22,000                                                         | |
| DJ 107C                                                        | DJ 107 (Teleac) - Drâmbari - Seușa - Ciugud - Dumbrava - Oarda - Vințu de Jos - DN7 | Km 0+000 (DJ 107 - Teleac)                                     | Km 23+593 (DN7)                                                | 23,593                                                         | |
| DJ 107D                                                        | Unirea II (DN1E) - Ocna Mureș - Vama Seacă - Fărău - Șilea - Limita Jud. Mureș | Km 0+000 (Unirea II - DN1E)                                    | Km 31+320 (Limita Jud. Mureș )                                 | 31,320                                                         | |
| DJ 107E                                                        | Aiud (DN1) - Ciumbrud - Băgău - Lopadea Nouă - Hopârta - Vama Seacă (DJ 107D) | Km 0+000 (Aiud - DN1)                                          | Km 22+375 (Vama Seacă - DJ 107D)                               | 22,375                                                         | |
| DJ 107F                                                        | Unirea (DJ 107D) - Războieni Cetate - Lunca Mureșului - Limita Jud. Cluj | Km 0+000 (Unirea - DJ 107D)                                    | Km 9+860 (Limita Jud. Cluj)                                    | 9,860                                                          | |
| DJ 107G                                                        | Uioara de Sus (DJ 107D) - Noșlac - Căptălan - Copand - Stâna de Mureș - Găbud - Limita Jud. Mureș | Km 0+000 (Uioara de Sus - DJ 107D)                             | Km 16+775 (Limita Jud. Mureș)                                  | 16,775                                                         | |
| DJ 107H                                                        | Coșlariu Nou - Galda de Jos - Cricău - Ighiu - Șard - Gara Șard Ighiu (DN74) | Km 0+000 (Coșlariu Nou)                                        | Km 18+210 (Gara Șard Ighiu - DN74)                             | 18,210                                                         | |
| DJ 107I                                                        | Aiud (DN1) - Aiudul de Sus - Râmeț - Brădești - Geogel - Măcărești - Bârlești Cătun - Cojocani - Valea Barnii - Bârlești - Mogoș - Valea Albă - Ciuciulești - Bucium - Izbita - Cojeșeni - Bucium Sat - DN74 (Cerbu) | Km 0+000 Aiud (DN1)                                            | Km 76+540 (DN74 - Cerbu)                                       | 76,540                                                         | |
| DJ 107K                                                        | Galda de Jos (DJ 107H) - Mesentea - Galda de Sus - Măgura - Poiana Galdei - Modolești - Întregalde - Ivăniș - Ghioncani - DJ 107I (Bârlești)                                                                         | Km 0+000 (Galda de Jos - DJ 107H)                              | Km 37+500 (DJ 107I - Bârlești)                                 | 37,500                                                         | |
| DJ 107M                                                        | Limita Jud. Cluj - Rimetea - Colțești - Vălișoara - Poiana Aiudului - Aiudul de Sus (DJ 107I) | Km 42+000 (Limita Jud. Cluj)                                   | Km 67+000 (Aiudul de Sus - DJ 107I)                            | 25,000                                                         | |
| DJ 107U                                                        | DJ 107A - Băcăinți - Ceru Băcăinți - Dumbrăvița - Cucuta - Bolovănești - Valea Mare - Bulbuc (DC 60) | Km 0+000 (DJ 107A)                                             | Km 13+280 (Bulbuc - DC 60)                                     | 13,280                                                         | DC 61 |
| DJ 107V                                                        | DJ 107 - Alecuș - DJ 107D | Km 0+000 (DJ 107)                                              | Km 15+000 (DJ 107D)                                            | 15,000                                                         | DC 26 (DJ 107 - Sânmiclăuș: L=2,400km) + DC 28 (Sânmiclăuș - DJ 107D: L=12,600km)                                                                                     |
| DJ 108                                                         | Limita Jud. Cluj - Mătișești - Horea Albac (DN 75) | Km 58+550 (Limita Jud. Cluj)                                   | Km 79+900 Horea Albac (DN 75)                                  | 21,350                                                         | |
| DJ 141C                                                        | Lunca (DN 14B) - Cenade - Capu Dealului - Limita Jud. Sibiu | Km 0+000 (Lunca - DN 14B)                                      | Km 13+000 (Limita Jud. Sibiu)                                  | 13,000                                                         | DC 38 |
| DJ 141D                                                        | Drașov (DJ 106I) - Boz - Doștat - Limita Jud. Sibiu | Km 0+000 (Drașov - DJ 106I)                                    | Km 12+400 (Limita Jud. Sibiu)                                  | 12,400                                                         | DC 45 |
| DJ 142B                                                        | Limita Jud. Sibiu - Cetatea de Baltă | Km 11+612 (Limita Jud. Sibiu)                                  | Km 14+962 (Cetatea de Baltă)                                   | 3,350                                                          | |
| DJ 142K                                                        | Cetatea de Baltă (DJ 142B) - Tătârlaua - Crăciunelu de Sus - Făget - Tăuni - Valea Lungă (DN 14B) | Km 0+000 (Cetatea de Baltă - DJ 142B)                          | Km 30+750 (Valea Lungă - DN 14B)                               | 30,750                                                         | DC 30 + DC 32 |
| DJ 142L                                                        | Ciumbrud (DJ 107E) - Sâncrai - Rădești - Leorinț - Meșcreac - Pețelca - Căpud - Zărieș - Gara Podu Mureș (DN14B) | Km 0+000 (Ciumbrud - DJ 107E)                                  | Km 21+350 (Gara Podu Mureș - DN14B)                            | 21,350                                                         | DC 11 |
| DJ 670C                                                        | Săsciori (DN67C) - Dumbrava - Câlnic | Km 0+000 (Săsciori - DN67C)                                    | Km 6+700 (Câlnic)                                              | 6,700                                                          | DC 48 |
| DJ 704                                                         | Șibot (DN7) - Vinerea - Cugir - Sureanu - Prigoana - Valea Mare - Transalpina (DN67C) | Km 0+000 (Șibot - DN7)                                         | Km 75+950 (Transalpina - DN67C)                                | 75,950                                                         | DJ 704 + DF (Cugir - DN 67C: L=64,200km) |
| DJ 704A                                                        | Sebeș (DN7) - Pianu de Jos - Pianu de Sus - Strungari - Răchita - Sebeșel ( Transalpina - DN67C) | Km 0+000 (Sebeș - DN7)                                         | Km 24+393 (Sebeșel - DN67C)                                    | 24,393                                                         | |
| DJ 705                                                         | Limita Jud. Hunedoara - Almașu de Mijloc - Almașu Mare - Zlatna (DN74) | Km 30+500 (Limita Jud. Hunedoara)                              | Km 48+128 (Zlatna - DN74)                                      | 17,628                                                         | |
| DJ 705B                                                        | Tărtăria (DN7) - Sibișeni (DJ 704A) - Vințu de Jos (DN7) - Vurpăr (DJ 107A) | Km 0+000 (Tărtăria - DN7)                                      | Km 12+148 (Vurpăr - DJ 107A)                                   | 12,148                                                         | DC 54 + DC 53 + DC 58 |
| DJ 705C                                                        | Vințu de Jos (DJ 107A) - Valea Vințului - Mătăcina - Inuri - Releu de televiziune | Km 0+000 (Vințu de Jos - DJ 107A)                              | Km 12+000 (Releu de televiziune )                              | 12,000                                                         | DC 59 + DE (L=5,180km) |
| DJ 705D                                                        | Limita Jud. Hunedoara (Km 7+700) - Cheile Cibului - Cib - Glod - Nădăștia - Almașu Mare - Limita Jud. Hunedoara (km 33+100)                                                                                          | Km 7+700 (Limita Jud. Hunedoara )                              | Km 33+100 (Limita Jud. Hunedoara)                              | 25,400                                                         | DEN (Limita Jud. Hunedoara - Cheile Cibului: L=2,000km) + DC 64 (L=7,400km) + DF (Almașu Mare - DC 208: L=11,000km) + DEN (DC 208 - Limita Jud. Hunedoara: L=5,000km) |
| DJ 705E                                                        | DN7 - Tărtăria - Săliștea - Săliștea Deal | Km 0+000 (DN7)                                                 | Km 7+320 (Săliștea Deal)                                       | 7,320                                                          | DC 56 |
| DJ 705F                                                        | Limita Jud. Hunedoara - Cabana Prislop - Cugir (DJ 704) | Km 29+100 (Limita Jud. Hunedoara)                              | Km 50+100 (Cugir - DJ 704)                                     | 21,000                                                         | DF (L=21,000km) |
| DJ 705J                                                        | Limita Jud. Hunedoara - Cugir (DJ 704) | Km 15+900 (Limita Jud. Hunedoara)                              | Km 19+900 (Cugir - DJ 704)                                     | 4,000                                                          | DEN |
| DJ 709K                                                        | Limita Jud. Hunedoara - Cabana Sureanu - DJ 704 | Km 61+000 (Limita Jud. Hunedoara)                              | Km 69+000 DJ 704                                               | 8,000                                                          | DF (Limita Jud. Hunedoara - DJ 704: L=8,000km) |
| DJ 742                                                         | Gura Roșiei (DN74A) - Iacobești - Ignățești - Balmoșești - Roșia Montană | Km 0+000 (Gura Roșiei - DN74A)                                 | Km 19+415 (Roșia Montană)                                      | 19,415                                                         | |
| DJ 750                                                         | Gârda de Sus (DN75) - Ordâncușa - Ghețar | Km 0+000 (Gârda de Sus - DN75)                                 | Km 25+000 (Ghețar)                                             | 25,000                                                         | DC 65 + DF (L=13,000km) |
| DJ 750A                                                        | Gura Sohodol (DN75) - Sohodol | Km 0+000 (Gura Sohodol)                                        | Km 3+500 (Sohodol)                                             | 3,500                                                          | DC 90 (Gura Sohodol - Sohodol: L=3,500km) |
| DJ 750B                                                        | Vadu Moților (DN75) - Burzești - Poiana Vadului | Km 0+000 (Vadu Moților - DN75)                                 | Km 8+000 (Poiana Vadului)                                      | 8,000                                                          | DC 93 (Vadu Moților - Poiana Vadului: L=8,000km) |
| DJ 750C                                                        | Sălciua de Sus (DN75) - Dealu Caselor - Valea Largă - Vale în Jos - Ponor - Râmeț - Valea Mănăstirii - Geoagiu de Sus - Stremț - Teiuș (DN1)                                                                         | Km 0+000 (Sălciua de Sus - DN75)                               | Km 53+760 (Teiuș - DN1)                                        | 41,260                                                         | DC 129 + DEN (Valea Largă - Vale în Jos: L=3,900km) + DC 105 + Suprapunere DJ 107I (L=12,500km) + DC 18 + DEN (Valea Mănăstirii - Geoagiu de Sus: L=7,360km) + DC 78  |
| DJ 750D                                                        | Arieșeni (DN75) - Stei - Arieșeni - Buciniș - DN75 | Km 0+000 (Arieșeni - DN75)                                     | Km 12+900 (DN75)                                               | 12,900                                                         | DEN |
| DJ 750E                                                        | DN75 - Sat Vacanță - Vârtop | Km 0+000 (DN75)                                                | Km 2+000 (Vârtop)                                              | 2,000                                                          | DEN |
| DJ 750F                                                        | DN75 - Poșaga de Jos | Km 0+000 (DN75)                                                | Km 3+000 (Poșaga de Jos)                                       | 3,000                                                          | DC 42 |
| DJ 750J                                                        | DN75 - Ocoliș | Km 0+000 (DN75)                                                | Km 4+000 (Ocoliș)                                              | 4,000                                                          | DC 89 |
| DJ 762                                                         | Limita Jud. Hunedoara - Dealu Crișului - Valea Maciului - Mărtești - Vidra - Lunca de Jos - Vârtănești - Burzonești - Mihoiești (DN75)                                                                               | Km 40+600 (Limita Jud. Hunedoara)                              | Km 63+900 (Mihoiești - DN75)                                   | 23,300                                                         | DJ 762 rekilometrat |
| DJ 762A                                                        | DJ 762 - Vidrișoara - Muntele Găina - Limita Jud. Arad | Km 0+000 (DJ 762)                                              | Km 22+ (Limita Jud. Arad)                                      | 22,000                                                         | DC 92 + DF (L=17,600km) |
| Lungimea totală a rețelei de drumuri județene din județul ALBA | Lungimea totală a rețelei de drumuri județene din județul ALBA | Lungimea totală a rețelei de drumuri județene din județul ALBA | Lungimea totală a rețelei de drumuri județene din județul ALBA | Lungimea totală a rețelei de drumuri județene din județul ALBA | 1044,612 Km |

## Vezi și
- Lista drumurilor județene din România